# 1487년

## 연호
- 명(明) 성화(成化) 23년
- 일본(日本) 분메이(文明) 19년 / 조쿄(長享) 원년
- 후 레 왕조(後黎朝) 홍득(洪德) 18년

## 기년
- 류큐(琉球) 쇼신왕(尚真王) 11년
- 명(明) 헌종 성화제(憲宗 成化帝) 23년
- 조선(朝鮮) 성종(成宗) 18년
- 후 레 왕조(後黎朝) 성종(聖宗) 28년

## 사건
- 5월 7일 - 그라나다 전쟁: 카스티야-아라곤 연합군이 그라나다의 말라가시에 대한 포위전을 개시하였다.
- 8월 18일 - 그라나다 전쟁: 카스티야-아라곤 연합군이 말라가 시를 점령하였다.

## 탄생
- 9월 10일 - 교황 율리오 3세, 221대 로마 교황.
- 조선 11대 국왕 중종의 정비 단경왕후.
- 대윤파 영수 윤임 - 장경왕후의 오빠, 인종의 외숙부

## 사망
- 한명회(1415-)
- 성화제(1447-)